# Simon Ngapandouetnbu
Simon Brady Ngapandouetnbu, född 12 april 2003, är en kamerunsk fotbollsmålvakt som spelar för Nîmes, på lån från Marseille. 

## Klubbkarriär
Ngapandouetnbu spelade som ung för ASPTT Marseille, ASMJ Blancarde och Marseille. Den 11 oktober 2019 skrev han som 16-åring på sitt första proffskontrakt med Marseille; ett treårskontrakt. Under säsongen 2019/2020 var Ngapandouetnbu reservmålvakt i några matcher i A-laget samt spelade åtta matcher för reservlaget i Championnat National 2 (franska fjärdedivisionen). Följande säsong spelade han tre matcher för reservlaget.
Den 8 mars 2022 förlängde Ngapandouetnbu sitt kontrakt i Marseille. Säsongen 2021/2022 spelade han 11 matcher för reservlaget. I augusti 2024 lånades Ngapandouetnbu ut till Nîmes på ett säsongslån.

## Landslagskarriär
Ngapandouetnbu föddes i Kamerun men flyttade till Frankrike som ung. I november 2021 blev han uttagen i Frankrikes U19-landslag. Ngapandouetnbu var reservmålvakt i kvalet till U19-EM, men gjorde aldrig någon debut.
I november 2022 blev Ngapandouetnbu uttagen i Kameruns trupp till VM 2022, trots att han tidigare inte spelat någon landskamp.